# مک‌فلای
مک‌فلای (انگلیسی: McFly) یک گروه موسیی پاپ راک بریتانیایی تشکیل شده در سال ۲۰۰۳ در لندن است. این گروه متشکل از تام فلچر (خواننده اصلی، گیتار و پیانو)، دنی جونز (خواننده اصلی، سازدهنی و گیتار)، داگی پوینتر (گیتار باس) و هری جاد (درامز) است. آنها تا دسامبر ۲۰۰۷ قبل از ایجاد ناشر اختصاصی خود با آیلند رکوردز قرار داد امضا کردند.